# 北緯29度線
北緯29度線（ほくい29どせん）は、地球の赤道面より北に地理緯度にして29度の角度を成す緯線。アフリカ、アジア、太平洋、北アメリカ、大西洋を通過する。この緯度の下では、夏至点時の可照時間は14時間0分で、冬至点時は10時間18分である。

## 通過する地域一覧
北緯29度線は、本初子午線から東に向かって以下の場所を通っている。
| 地理座標                                               | 国土・領土・領海 | 備考 |
| ------------------------------------------------------ | ---------------- | --- |
| 北緯29度0分 東経0度0分 / 北緯29.000度 東経0.000度      | アルジェリア     | |
| 北緯29度0分 東経9度52分 / 北緯29.000度 東経9.867度     | リビア           | |
| 北緯29度0分 東経25度0分 / 北緯29.000度 東経25.000度    | エジプト         | |
| 北緯29度0分 東経32度37分 / 北緯29.000度 東経32.617度   | 紅海             | スエズ湾 |
| 北緯29度0分 東経33度11分 / 北緯29.000度 東経33.183度   | エジプト         | シナイ半島 |
| 北緯29度0分 東経34度41分 / 北緯29.000度 東経34.683度   | 紅海             | アカバ湾 |
| 北緯29度0分 東経34度52分 / 北緯29.000度 東経34.867度   | サウジアラビア   | |
| 北緯29度0分 東経47度27分 / 北緯29.000度 東経47.450度   | クウェート       | |
| 北緯29度0分 東経48度10分 / 北緯29.000度 東経48.167度   | ペルシャ湾       | |
| 北緯29度0分 東経50度56分 / 北緯29.000度 東経50.933度   | イラン           | |
| 北緯29度0分 東経61度31分 / 北緯29.000度 東経61.517度   | パキスタン       | バローチスターン州 パンジャーブ州 |
| 北緯29度0分 東経72度51分 / 北緯29.000度 東経72.850度   | インド           | ラージャスターン州 ハリヤーナー州 ウッタル・プラデーシュ州 ウッタラーカンド州                                                                                   |
| 北緯29度0分 東経80度8分 / 北緯29.000度 東経80.133度    | ネパール         | |
| 北緯29度0分 東経84度9分 / 北緯29.000度 東経84.150度    | 中華人民共和国   | チベット自治区 |
| 北緯29度0分 東経94度10分 / 北緯29.000度 東経94.167度   | インド           | アルナーチャル・プラデーシュ州 - 中華人民共和国が領有権を主張                                                                                                   |
| 北緯29度0分 東経96度11分 / 北緯29.000度 東経96.183度   | 中華人民共和国   | チベット自治区 - 約12km |
| 北緯29度0分 東経96度18分 / 北緯29.000度 東経96.300度   | インド           | アルナーチャル・プラデーシュ州 - 約17km、 中華人民共和国が領有権を主張                                                                                          |
| 北緯29度0分 東経96度29分 / 北緯29.000度 東経96.483度   | 中華人民共和国   | チベット自治区 雲南省 (約14km) 四川省 重慶市 貴州省 重慶市 (約10km) 貴州省 重慶市 湖南省 江西省 浙江省                                                          |
| 北緯29度0分 東経121度41分 / 北緯29.000度 東経121.683度 | 東シナ海         | 日本・トカラ列島・上ノ根島（北緯28度50分 東経129度00分 / 北緯28.833度 東経129.000度）と宝島（北緯29度7分 東経129度13分 / 北緯29.117度 東経129.217度）の間を通過 |
| 北緯29度0分 東経129度7分 / 北緯29.000度 東経129.117度  | 太平洋           | |
| 北緯29度0分 西経118度23分 / 北緯29.000度 西経118.383度 | メキシコ         | グアダルーペ島 |
| 北緯29度0分 西経118度18分 / 北緯29.000度 西経118.300度 | 太平洋           | |
| 北緯29度0分 西経114度36分 / 北緯29.000度 西経114.600度 | メキシコ         | バハ・カリフォルニア州 |
| 北緯29度0分 西経113度33分 / 北緯29.000度 西経113.550度 | カリフォルニア湾 | |
| 北緯29度0分 西経113度8分 / 北緯29.000度 西経113.133度  | メキシコ         | アンヘルデアグアルダ島 （南端部を約2km） |
| 北緯29度0分 西経113度7分 / 北緯29.000度 西経113.117度  | カリフォルニア湾 | |
| 北緯29度0分 西経112度30分 / 北緯29.000度 西経112.500度 | メキシコ         | ティブロン島、本土 |
| 北緯29度0分 西経103度17分 / 北緯29.000度 西経103.283度 | アメリカ合衆国   | テキサス州 - 約17km |
| 北緯29度0分 西経103度7分 / 北緯29.000度 西経103.117度  | メキシコ         | |
| 北緯29度0分 西経100度39分 / 北緯29.000度 西経100.650度 | アメリカ合衆国   | テキサス州 |
| 北緯29度0分 西経95度13分 / 北緯29.000度 西経95.217度   | メキシコ湾       | |
| 北緯29度0分 西経89度22分 / 北緯29.000度 西経89.367度   | アメリカ合衆国   | ルイジアナ州・ミシシッピ川デルタ |
| 北緯29度0分 西経89度9分 / 北緯29.000度 西経89.150度    | メキシコ湾       | |
| 北緯29度0分 西経82度46分 / 北緯29.000度 西経82.767度   | アメリカ合衆国   | フロリダ州 |
| 北緯29度0分 西経80度52分 / 北緯29.000度 西経80.867度   | 大西洋           | スペイン・ラ・パルマ島（北緯28度51分 西経17度54分 / 北緯28.850度 西経17.900度）の北を通過                                                                       |
| 北緯29度0分 西経13度49分 / 北緯29.000度 西経13.817度   | スペイン         | ランサローテ島 |
| 北緯29度0分 西経13度29分 / 北緯29.000度 西経13.483度   | 大西洋           | |
| 北緯29度0分 西経10度33分 / 北緯29.000度 西経10.550度   | モロッコ         | |
| 北緯29度0分 西経8度14分 / 北緯29.000度 西経8.233度     | アルジェリア     | |